# Liste der Stolpersteine in Northeim
Die Liste der Stolpersteine in Northeim enthält alle Stolpersteine, die im Rahmen des gleichnamigen Kunst-Projekts von Gunter Demnig in Northeim verlegt wurden. Am 8. Februar 2007, 30. Mai 2007 und am 26. November 2008 wurden insgesamt 36 Steine an 18 Adressen verlegt.

## Liste der Stolpersteine
| Bild | Inschrift | Adresse                     | Datum der Verlegung | Person                         |
| ---- | --- | --------------------------- | ------------------- | ------------------------------ |
|      | Hier wohnte MAX KATZ Jg. 1900 deportiert 1941 ermordet in Riga                                                  | Heinrichstraße 8a ·         | 9. Feb. 2007        | Max Katz (1900–?)              |
|      | Hier wohnte ILSE KATZ geb. Cohnheim Jg. 1903 deportiert 1941 Riga ermordet in Auschwitz                         | Heinrichstraße 8a ·         | 9. Feb. 2007        | Ilse Katz (1903–?)             |
|      | Hier wohnte HANS KATZ Jg. 1927 deportiert 1941 Riga befreit aus Bergen-Belsen                                   | Heinrichstraße 8a ·         | 9. Feb. 2007        | Hans Katz (1927–)              |
|      | Hier wohnte EDITH KATZ Jg. 1933 deportiert 1941 ermordet in Auschwitz                                           | Heinrichstraße 8a ·         | 9. Feb. 2007        | Edith Katz (1933–?)            |
|      | Hier wohnte PAULA FRANKENBERG geb. Hanauer Jg. 1875 gedemütigt/entrechtet Flucht in den Tod 1941                | Bahnhofstraße 4 ·           | 30. Mai 2007        | Paula Frankenberg (1875–1941)  |
|      | Hier wohnte JONAS BLUMENBAUM Jg. 1872 deportiert 1942 ermordet in Theresienstadt                                | Bahnhofstraße 4 ·           | 30. Mai 2007        | Jonas Blumenbaum (1872–?)      |
|      | Hier wohnte JENNY BLUMENBAUM Jg. 1878 deportiert 1942 ermordet in Theresienstadt                                | Bahnhofstraße 4 ·           | 30. Mai 2007        | Jenny Blumenbaum (1878–?)      |
|      | Hier wohnte LIESELOTTE BEHRENS geb. Blumenbaum deportiert 1941 Riga ermordet 1945 in Stutthof                   | Bahnhofstraße 4 ·           | 30. Mai 2007        | Lieselotte Behrens (1915–1945) |
|      | Hier wohnte DINA LEVY Jg. 1877 deportiert 1942 Theresienstadt ermordet 1944 in Auschwitz                        | Bahnhofstraße 5 ·           | 30. Mai 2007        | Dina Levy (1877–1944)          |
|      | Hier wohnte HEINRICH SPANIER Jg. 1880 deportiert 1941 Riga ermordet                                             | Bahnhofstraße 20 ·          | 9. Feb. 2007        | Heinrich Spanier (1880–?)      |
|      | Hier wohnte MARTHA SPANIER geb. de Vries Jg. 1884 deportiert 1941 Riga ermordet                                 | Bahnhofstraße 20 ·          | 9. Feb. 2007        | Martha Spanier (1884–?)        |
|      | Hier wohnte OSKAR JACOBS Jg. 1881 deportiert 1942 Warschau ermordet in Theresienstadt                           | Güterbahnhofstraße 30 ·     | 9. Feb. 2007        | Oskar Jacobs (1881–?)          |
|      | Hier wohnte LIESELOTTE JACOBS Jg. 1919 deportiert 1942 Ghetto Warschau ermordet                                 | Güterbahnhofstraße 30 ·     | 9. Feb. 2007        | Lieselotte Jacobs (1919–?)     |
|      | Hier wohnte ARNO JACOBS Jg. 1883 deportiert 1942 Ghetto Warschau ermordet                                       | Güterbahnhofstraße 30 ·     | 9. Feb. 2007        | Arno Jacobs (1883–?)           |
|      | Hier wohnte MOSES STERN Jg. 1881 deportiert 1941 ermordet in Riga                                               | Güterbahnhofstraße 30 ·     | 9. Feb. 2007        | Moses Stern (1881–?)           |
|      | Hier wohnte OLGA STERN geb. Jacobs Jg. 1885 deportiert 1941 ermordet in Riga                                    | Güterbahnhofstraße 30 ·     | 9. Feb. 2007        | Olga Stern (1885–?)            |
|      | Hier wohnte OTTO FRANKENBERG Jg. 1896 gedemütigt/entrechtet Flucht in den Tod 1941                              | Güterbahnhofstraße 35 ·     | 30. Mai 2007        | Otto Frankenberg (1896–1941)   |
|      | Hier wohnte ISAAK BACHARACH Jg. 1877 deportiert 1941 ermordet in Riga                                           | Bahnhofstraße Amtsgericht · |                     | Isaak Bacharach (1877–?)       |
|      | Hier wohnte IRMA BLANK geb. Bacharach Jg. 1913 Flucht 1938 Argentinien überlebt                                 | Bahnhofstraße Amtsgericht · | Irma Blank (1913–)  |                                |
|      | Hier wohnte HERMANN LÖWENSTEIN JG. 1873 deportiert 1942 Theresienstadt ermordet in Auschwitz                    | Göttinger Straße 7 ·        | 30. Mai 2007        | Hermann Löwenstein (1873–?)    |
|      | Hier wohnte JENNY LÖWENSTEIN geb. Rose Jg. 1880 deportiert 1942 Theresienstadt ermordet in Auschwitz            | Göttinger Straße 7 ·        | 30. Mai 2007        | Jenny Löwenstein (1880–?)      |
|      | Hier wohnte SOPHIE SCHWABE Jg. 1864 deportiert Lodz ermordet 23.12.1941                                         | Göttinger Straße 13 ·       | 9. Feb. 2007        | Sophie Schwabe (1864–1941)     |
|      | Hier wohnte LUISE SALINGER geb. Rothstein Jg. 1871 deportiert 1942 Theresienstadt ermordet in Treblinka         | Breiter Weg 16 ·            | 9. Feb. 2007        | Luise Salinger (1871–?)        |
|      | Hier wohnte ELSE BLUMENBERG geb. Falk Jg. 1875 Flucht 1939 USA aus Kummer Flucht in den Tod 1939                | Am Münster 11 ·             | 9. Feb. 2007        | Else Blumenberg (1875–1939)    |
|      | Hier wohnte SIMON NATHAN FRANK Jg. 1884 Flucht Holland deportiert Sobibor ermordet 28.5.1943                    | Am Münster 14 ·             | 9. Feb. 2007        | Simon Nathan Frank (1884–1943) |
|      | Hier wohnte JULIE FRANK geb. Goldschmidt Jg. 1893 Flucht Holland deportiert Sobibor ermordet 28.5.1943          | Am Münster 14 ·             | 9. Feb. 2007        | Julie Frank (1893–1943)        |
|      | Hier wohnte HELMUT FRANK Jg. 1917 Flucht Holland deportiert Sobibor ermordet 28.5.1943                          | Am Münster 14 ·             | 9. Feb. 2007        | Helmut Frank (1917–1943)       |
|      | Hier wohnte ALBERT ISENBERG Jg. 1889 deportiert 1942 ermordet 1943 in Theresienstadt                            | Am Münster 21 ·             | 30. Mai 2007        | Albert Isenberg (1889–1943)    |
|      | Hier wohnte HERTHA ISENBERG geb. Blumenkrohn Jg. 1895 deportiert 1942 Theresienstadt ermordet 1944 in Auschwitz | Am Münster 21 ·             | 30. Mai 2007        | Hertha Isenberg (1895–1944)    |
|      | Hier wohnte und lehrte LEO SINGER Jg. 1897 deportiert 1941 ermordet in Riga                                     | Untere Straße 27 ·          |                     | Leo Singer (1897–?)            |
|      | Hier war von 1910 bis 1937 DER BETSAAL der jüdischen Gemeinde                                                   | Untere Straße 27 ·          | Der Betsaal         |                                |
|      | Hier wohnte NETTCHEN STERN geb. Kron Jg. 1871 deportiert 1941 Riga ermordet 1942                                | Breite Straße 14 ·          | 9. Feb. 2007        | Nettchen Stern (1871–1942)     |
|      | Hier wohnte ANNA BALLIN Jg. 1886 deportiert 1942 ermordet in Sobibor                                            | Breite Straße 55/56 ·       | 30. Mai 2007        | Anna Ballin (1886–?)           |
|      | Hier wohnte JAKOB DREIFUSS Jg. 1884 deportiert 1942 tot 15.6.1942 im Lager Köln-Müngersdorf                     | Markt 11 ·                  | 30. Mai 2007        | Jakob Dreifuß (1884–1942)      |
|      | Hier wohnte ROSA DREIFUSS geb. Blumenthal Jg. 1884 deportiert 1942 Richtung Osten für tot erklärt               | Markt 11 ·                  | 30. Mai 2007        | Rosa Dreifuß (1884–?)          |
|      | Hier wohnte LINA ROSENTHAL Jg. 1865 deportiert 1942 ermordet in Theresienstadt                                  | Zollstraße 4 ·              |                     | Lina Rosenthal (1865–?)        |